# 显苞乌头
显苞乌头（学名：Aconitum bracteolosum）为毛茛科乌头属下的一个种。

## 扩展阅读
- 維基物種上的相關：显苞乌头